# 메시바나 형사 타치바나
《메시바나 형사 타치바나》(めしばな刑事タチバナ 메시바나데카타치바나[*])는 일본의 요리 만화이다. 식품·음료의 상품명이나 제조사가 모두 실명으로 등장한다. 《주간 아사히 예능》에서 2010년부터 연재 중이고 2015년 10월까지 19권이 발매되었다.
2013년 4월 TV 도쿄를 통하여 텔레비전 드라마화되었다.

## 드라마

### 등장인물
죠사이 경찰서
- 타치바나 경부 - 사토 지로
- 니라사와 과장 - 오자와 히토시(소년기:오하라 유키)
- 무라나카 순사 - 카사이 토모미
- 고토 경부보 - 스즈키 미라이
- 카오리 (여경) - 마미야 유키 / 마리 (여경) - 사사키 코코네
- 콘노 부서장 - 누쿠미즈 요이치

기타
- 타케하라 (메시바나 정보집) - 우메가키 요시아키 (1-9·12화)

게스트
- 제1화
  - 이노우에(타치바나 전 파트너 형사) - 하야다 고
  - 니시와키(피의자) - 오카미야 히로키
  - 시마다(피의자) - 야마모토 코지

- 제2화
  - 칸노 토오루(작업 네트워크 사업자 서비스 사업부) - 노마구치 토오루
  - 쿠도 유지(칸노의 동료) - 시가 다쓰미
  - 이시다 코헤이(아르바이트 경비원) - 히라노 히토시
  - 니라사와의 아버지 - 호리 유지(제8회)
  - 경찰관 - 오오토모 히사시 / 부경 - 츠츠미사카 에미카
  - 요시다 형사 - 미즈노 도모노리 / 사토 형사 - 아베 카즈키

- 제3화
  - 사에키 모토코 (나오키의 매니저) - 사토 메구미
  - 타니오카 나오키(배우) - 야마나카 유스케
  - 모델 스타일 여성 - 요시다 츠무기 / 갸루 스타일 여성 - 다카하시 마코토 / 청초한 중년 여인 - 미사카 카오리

- 제4화
  - 야마노베 젠메이(중요 참고인) - 호리베 게이스케

- 제5화
  - 이와세 료이치(슈지의 오빠) - 야마모토 케이스케 (소년기:스즈키 리쿠)
  - 이와세 슈지(요리사) - 아베 료헤이 (소년기:세키 니다이라)
  - 우노 히로시(트레이더) - 와타나베 요시히로
  - 대장 - 나리타 시게자네

- 제6화
  - 키시모토 시게유키 (여성 속옷 도둑 피의자) - 다나카 소겐
  - 요요기(오토바이 대원) - 모리 칸나
  - 감식관1 - 타니나카 타카야스 / 감식관2 - 콘노 테츠지

- 제7화
  - 고다마 타케시(스토커) - 마키타 스포츠
  - 스기야마 타에코(스토킹 피해자) - 아이우치 코코아
  - 갸루1 - 카나코 / 갸루2 - 하시모토 나미 / 갸루3 - 와타세 마로미

- 제8화
  - 요시오카 히데오 (유카리의 남편) - 나미오카 카즈키
  - 요시오카 유카리(호스티스) - 미히로

- 제9화
  - 마키노 하루히코(식품 작가) - 토츠기 시게유키

- 제10화
  - 타케이 요시로(타치바나의 신인 시절의 교육계) - 호타루 유키지로
  - 다나베 켄진(용의자) - 야마자키 쇼헤이
  - 상사 - 와타나베 료스케
  - 콘노 부인 - 후지마키 유코

- 제11화
  - 이시노 사에코 (다나카의 불륜 상대) - 아이자와 리나(소녀기:마에다 유나)
  - 타나카 코헤이 (무역 회사 직원) - 고테 신야
  - 콘노 딸 - 시노다 히카리
  - 아버지 - 페니 유스케

- 제12화
  - 키리야마 히카리(보석 가게 연속절도사건 피의자) - 타케자이 테루노스케(소년기:코바야시 코타로)
  - 타케우치 사야(교통과 여경) - 우치다 마아야
  - 사토시(키리야마의 소년기 친구) - 시시쿠라 시유마
  - 어머니 - 마츠다 나미코

### 직원
- 원작 - 사카토 사베에·타비이 잡고《메시바나 형사 타치바나》(주간 아사히 예능 연재/토쿠마 서점)
- 각본 - 다구치 요시히로, 코미네 히로유키
- 음악 - 이와사키 다이세이
- 감독 - 호라이 타다아키, 쿠와시마 켄지, 야베 히로미츠
- 오프닝 테마 - 크레이지 켄 밴드《SOUL FOOD》(더블 조이 인터내셔널/유니버설 뮤직)
- 엔딩 테마 - 카사이 토모미《Mine》(CROWN GOLD)[1]
- 오프닝 나레이션 - 아자카미 요헤이
- 연출보 - 키쿠치 타케히로
- 제자 - 야마구치 아키
- 기술 협력 - 렌
- 조명 협력 - 에이펙스
- 미술 협력 - 후지아루
- 프로듀서 - 야베 히로미츠 (TV 도쿄), 요시미 켄시(공동 TV)
- 어소시에이트 프로듀서 - 쿠라마츠 세이지
- 프로듀스 보 - 스즈키 미나코
- AD - 스케가와 미호, 키타오 현인, 무라카미 하루카
- 제작 협력 - 공동 TV
- 저작권 - TV 도쿄

### 방송 일정
| 각화   | 방송일   | 부제                   | 각본            | 감독            |
| ------ | -------- | ---------------------- | --------------- | --------------- |
| 제1화  | 4월 10일 | 서서 먹는 소바 대 논쟁 | 다구치 요시히로 | 호라이 타다아키 |
| 제2화  | 4월 17일 | 봉투들이라면 대수사선  | 다구치 요시히로 | 호라이 타다아키 |
| 제3화  | 4월 24일 | 통조림 대설전          | 코미네 히로유키 | 호라이 타다아키 |
| 제4화  | 5월 01일 | 컵 야키소바 대포물     | 코미네 히로유키 | 호라이 타다아키 |
| 제5화  | 5월 08일 | 나고야 째 포위망       | 다구치 요시히로 | 호라이 타다아키 |
| 제6화  | 5월 22일 | 감자칩 분쟁            | 다구치 요시히로 | 호라이 타다아키 |
| 제7화  | 5월 29일 | 소고기덮밥 서밋        | 다구치 요시히로 | 쿠와시마 켄지   |
| 제8화  | 6월 05일 | 레토르트 카레 수사망   | 코미네 히로유키 | 야베 히로미츠   |
| 제9화  | 6월 12일 | 중국 체인 긴급배치     | 다구치 요시히로 | 호라이 타다아키 |
| 제10화 | 6월 19일 | 도쿄 선물 일제히 수사  | 코미네 히로유키 | 호라이 타다아키 |
| 제11화 | 6월 26일 | 우동 광역 준비         | 코미네 히로유키 | 호라이 타다아키 |
| 제12화 | 7월 03일 | 컨비니 아이스 대수색   | 다구치 요시히로 | 호라이 타다아키 |